# Robert Young (acteur)

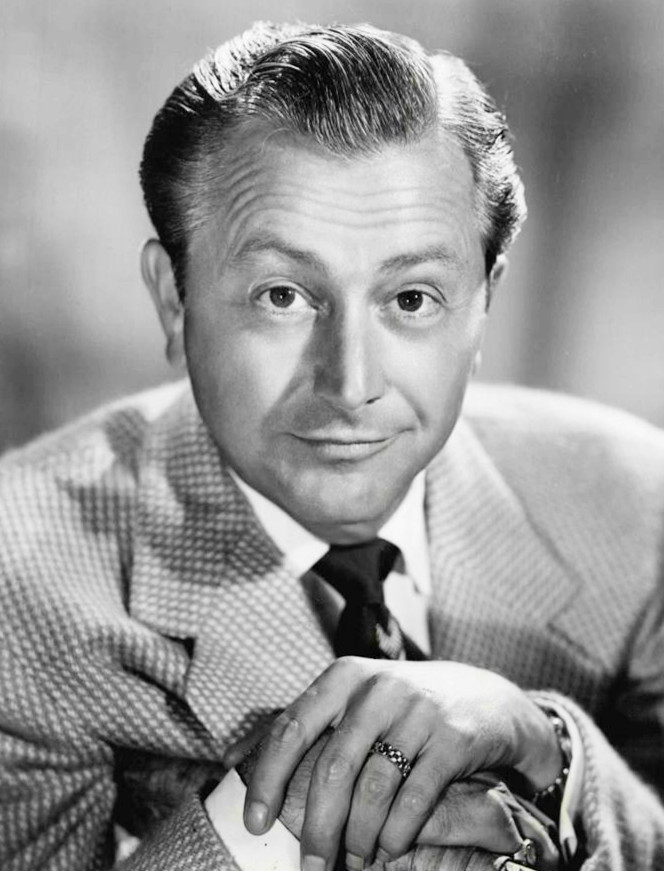
Robert Young (1957)

Robert Young (Chicago, 22 februari 1907 – Westlake Village, 21 juli 1998) was een Amerikaans acteur. Hij speelde tussen 1931 en 1952 in 100 films. Daarna begon hij aan een televisiecarrière die tot 1988 duurde. Hierin had Young rollen in onder meer Father Knows Best (1954 tot 1963) en Marcus Welby, M.D. (1969 tot 1988).
Alhoewel hij goed-ontwikkelde sociale personages neerzette op het witte doek, had Young zelf last van depressies en alcoholisme. Hij leed ook aan een chemische imbalans die leidde tot een zelfmoordpoging in 1991.

## Filmografie
| - The Campus Vamp (1928) - The Black Camel (1931) - The Sin of Madelon Claudet (1931) - The Guilty Generation (1931) - Hell Divers (1931) - The Wet Parade (1932) - New Morals for Old (1932) - Unashamed (1932) - The Kid from Spain (1932) - Strange Interlude (1932) - Men Must Fight (1933) - Today We Live (1933) - Hell Below (1933) - Tugboat Annie (1933) - Saturday's Millions (1933) - The Right to Romance (1933) - Carolina (1934) - Spitfire (1934) - The House of Rothschild (1934) - Lazy River (1934) - Whom the Gods Destroy (1934) - Paris Interlude (1934) - Death on the Diamond (1934) - The Band Plays On (1934) - West Point of the Air (1935) - Vagabond Lady (1935) - Calm Yourself (1935) - Red Salute (1935) - Remember Last Night? (1935) | - The Bride Comes Home (1935) - It's Love Again (1936) - The Three Wise Guys (1936) - Secret Agent (1936) - The Bride Walks Out (1936) - Sworn Enemy (1936) - The Longest Night (1936) - Stowaway (1936) - Dangerous Number (1937) - I Met Him in Paris (1937) - Married Before Breakfast (1937) - The Emperor's Candlesticks (1937) - The Bride Wore Red (1937) - Navy Blue and Gold (1937) - Paradise for Three (1938) - Three Comrades (1938) - Josette (1938) - The Toy Wife (1938) - Rich Man, Poor Girl (1938) - The Shining Hour (1938) - Honolulu (1939) - Bridal Suite (1939) - Maisie (1939) - Miracles for Sale (1939) - Northwest Passage (1940) - Florian (1940) - The Mortal Storm (1940) - Sporting Blood (1940) - Dr. Kildare's Crisis (1940) | - Western Union (1941) - The Trial of Mary Dugan (1941) - Lady Be Good (1941) - Married Bachelor (1941) - H.M. Pulham, Esq. (1941) - Joe Smith, American (1942) - Cairo (1942) - Journey for Margaret (1942) - Slightly Dangerous (1943) - Sweet Rosie O'Grady (1943) - Claudia (1943) - The Canterville Ghost (1944) - Those Endearing Young Charms (1945) - The Enchanted Cottage (1945) - Claudia and David (1946) - The Searching Wind (1946) - Lady Luck (1946) - They Won't Believe Me (1947) - Crossfire (1947) - Relentless (1948) - Sitting Pretty (1948) - Adventure in Baltimore (1949) - That Forsyte Woman (1949) - Bride for Sale (1949) - And Baby Makes Three (1949) - The Second Woman (1950) - Goodbye, My Fancy (1951) - The Half-Breed (1952) - Secret of the Incas (1954) - Little Women (1978) |